# ユー・ガッタ・ゴー・ゼア・トゥ・カム・バック
『ユー・ガッタ・ゴー・ゼア・トゥ・カム・バック』(You Gotta Go There to Come Back)は、ウェールズのロック・バンド、ステレオフォニックスが2003年に発表した4作目のスタジオ・アルバム。

## 解説
後にステレオフォニックスの正式ドラマーとなるハヴィエ・ウェイラーが、一部の曲にパーカッションで参加している。本作に伴うツアーの途中でスチュアート・ケーブルがバンドを脱退したため、本作はオリジナル・メンバーによる最後のアルバムとなった。
全英アルバムチャートでは初登場1位となり、合計10週トップ10入りした。アメリカでは、前作『ジャスト・イナフ・エデュケーション・トゥ・パフォーム』（2001年）に続くBillboard 200入りは果たせなかったが、ビルボードのトップ・ヒートシーカーズでは48位に達した。
本作からは「マダム・ヘルガ」（全英4位）、「メイビー・トゥモロー」（全英3位）、「シンス・アイ・トールド・ユー・イッツ・オーヴァー」（全英16位）がシングル・ヒットした。その後シングルとして発表された「ムービースター」は全英5位に達し、この曲は本作の再発CDに追加収録された。

## 収録曲
全曲ともケリー・ジョーンズ作。「ムービースター」は初回盤には収録されていない。
1. ヘルプ・ミー "Help Me (She's Out of Her Mind)" – 6:55
2. メイビー・トゥモロー "Maybe Tomorrow" – 4:33
3. マダム・ヘルガ "Madame Helga" – 3:55
4. ムービースター "Moviestar" - 4:55
5. マニー・ハニー "You Stole My Money Honey" – 4:18
6. ゲッタウェイ "Getaway" – 4:08
7. クライミング・ザ・ウォール "Climbing the Wall" – 4:55
8. ジェラシー "Jealousy" – 4:26
9. アイム・オールライト "I'm Alright (You Gotta Go There to Come Back)" – 4:36
10. ナッシング・プレシャス・アット・オール "Nothing Precious at All" – 4:19
11. レインボー&ポッツ・オヴ・ゴールド "Rainbows and Pots of Gold" – 4:11
12. アイ・ミス・ユー・ナウ "I Miss You Now" – 4:50
13. ハイ・アズ・ザ・シーリング "High as the Ceiling" – 3:19
14. シンス・アイ・トールド・ユー・イッツ・オーヴァー "Since I Told You It's Over" – 4:41

### 日本盤ボーナス・トラック
1. ライイング・トゥ・マイセルフ・アゲイン "Lying to Myself Again" – 3:51

## 他メディアでの使用例
2004年公開のアメリカ映画『ホワイト・ライズ』（2004年公開）のサウンドトラックでは、本作から「メイビー・トゥモロー」と「アイ・ミス・ユー・ナウ」が使用された。また、「メイビー・トゥモロー」はアメリカ映画『クラッシュ』（2005年劇場公開）、アメリカ映画『デス・レース』（2008年公開）でも使用された。

## 参加ミュージシャン
- ケリー・ジョーンズ - ボーカル、ギター、クラビネット、エレクトリックピアノ、メロトロン、ハーモニカ
- リチャード・ジョーンズ - ベース、ハーモニカ
- スチュアート・ケーブル - ドラムス、パーカッション

アディショナル・ミュージシャン
- ハヴィエ・ウェイラー - パーカッション
- スティーヴン・ポップワース - パーカッション
- トニー・カーカム - ピアノ、エレクトリックピアノ、ハモンドオルガン、クラビネット、メロトロン
- ジム・ロウ - ピアノ、メロトロン、ノイズ
- Mac Hine - ドラムス(on "I'm Alright (You Gotta Go There to Come Back)")
- シド・ゴールド - トランペット
- アンディ・ハミルトン - サックス
- スティーヴ・ハミルトン - サックス
- ニール・シドウェル - トロンボーン
- ポール・スポング - コルネット、フリューゲルホルン
- アイリーン・マクラフリン - バッキング・ボーカル
- アンナ・ロス - バッキング・ボーカル
- アンジー・ブラウン - バッキング・ボーカル
- メラニー・マーシャル - バッキング・ボーカル
- サム・ブラウン - バッキング・ボーカル